# CONFENIAE
Die CONFENIAE (Abkürzung für spanisch Confederación de Nacionalidades Indígenas de la Amazonía Ecuatoriana, deutsch Konföderation der indigenen Nationalitäten des ecuadorianischen Amazonasgebietes) ist ein Dachverband indigener Organisationen in Amazonasgebiet Ecuadors und ein wichtiger Akteur der Indigenenbewegung in Ecuador. Sie wurde 1980 auf Initiative der Organisationen der Shuar-Zentren gegründet und gründete ihrerseits 1986 die nationale Dachorganisation CONAIE mit, der sie weiterhin angehört. Ihre Ausrichtung ist im Vergleich zu ECUARUNARI eher auf ethnische Interessen ausgelegt als auf Klasseninteressen, was wiederholt zu Spannungen innerhalb der CONAIE geführt hat.
Aktueller Präsident der CONFENIAE ist Marlon Richard Vargas Santi.

## Mitgliedsorganisationen nach Nationalitäten
- Shuar: FICSH (Federación Interprovincial de Centros Shuar), NASHE (Nación Shuar del Ecuador), FENASHP (Federación de la Nacionalidad Shuar de Pastaza) FENASHZ (Federación de la Nacionalidad Shuar de Zamora Chinchipe), FEPNASHO (Federación Provincial de la Nacionalidad Shuar de Orellana), FEPCESHS (Federación Provincial de Centros Shuar de Sucumbíos).
- Kichwa: CTNKP (Circunscripción Territorial de la Nacionalidad Kichwa de Pastaza), FOIN (Federación de Organizaciones Indígenas del Napo), FICCKAE (Federación Interprovincial de Comunas y Comunidades Kichwas de la Amazonía Ecuatoriana), FONAKISE (Federación de Organizaciones de la Nacionalidad Kichwa de Sucumbíos del Ecuador), OCKIL (Organización de la Nacionalidad Kichwa de Loreto).
- Achuar: NAE (Nacionalidad Achuar del Ecuador).
- Shiwiar: NASHIE (Nacionalidad Shiwiar del Ecuador).
- Waorani: NAWE (Nacionalidad Waorani del Ecuador), ONWAN (Organización de la Nacionalidad Waorani de Napo), ONWO (Organización de la Nacionalidad Waorani de Orellana).
- Siona: ONISE (Organización de la Nacionalidad Indígena Siona del Ecuador).
- Secoya: OISE (Organización Indígena Secoya del Ecuador).
- A'i Kofan: NOA'IKE (Nacionalidad Originaria A'i Kofan del Ecuador).
- Sapara: NASE (Nacionalidad Sapara del Ecuador).
- Andwa: NAPE (Nacionalidad Andwa de Pastaza del Ecuador).
- Quijos:NAOQUI (Nación Originaria Quijos).